# Matís
Els matisos agògics són les indicacions utilitzades en música per a referir-se a la velocitat de la interpretació i la variació de la velocitat. Les que indiquen la velocitat de la interpretació solen anar col·locades sobre del pentagrama i al principi de la partitura. Són les següents:
Més lent Més ràpid
Largo Lento Adagio Andante Moderato Allegro Allegretto Presto Prestissimo
Les que indiquen variació de la velocitat es col·loquen sota del pentagrama i poden aparèixer en qualsevol moment de l'obra. Són:
- Ritardando (o rit.): La velocitat disminueix progressivament.
- Accelerando (o accel.): La velocitat augmenta progressivament.
- A tempo: Anul·la l'efecte del Ritardando i l'Accelerando, de manera que tornem a la velocitat anterior a aquestes dues indicacions.

Els matisos dinàmics són les indicacions utilitzades en música per referir-se a la intensitat de la interpretació. Sempre aniran col·locades baix del 
pentagrama. Poden ser d'intensitat fixa. Aquestes indicacions les podem trobar abreujades i sense abreujar, com es detalla en la següent taula:
Més feble Més fort
pp p mp mf f ff
pianissimo piano mezzopiano mezzoforte forte fortissimo
També hi ha matisos dinàmics d'intensitat variable. Poden estar 
representats per paraules o per símbols:
- Diminuendo (o dim.): la intensitat disminueix progressivament.
- Crescendo (o cres.): La intensitat augmenta progressivament